# 駅収入管理システム
駅収入管理システム（えきしゅうにゅうかんりシステム）は、鉄道駅における乗車券販売収入及び売上実績を集計するコンピュータシステムである。鉄道駅事務でPOS端末（Point Of Sale system）を指す場合は駅収入管理システムのことをいう。単純にPOS端末と呼ばれることがほとんどである。

## 旅客鉄道（JR）での使用
- JR6社では特急券や指定席券などを発行するためマルス端末を用いているが、マルスでは自動券売機の売上実績の集計や磁気入りのM型、MR、ME型端末発行以外の切符（自動券売機券、POS端末発行の切符、補充券類など）を控除することができず、マルス導入後も乗車券簿による売上集計作業が続いていた。1990年代に入って、POS端末が導入され窓口売上集計作業の効率化や自動券売機、それに改札での精算を含めた駅全体の売上集計が容易になった。なお、POS端末は東日本旅客鉄道、西日本旅客鉄道のようにマルス端末と集計用POS端末が別々に設置されていることもあれば（JR東日本・ME型端末は集計用POS端末を内部にプログラムしていたが、2005年8月以降のシステム更新によりME型端末とPOS端末が別々に設置されていた）、九州旅客鉄道のようにマルス端末機自体に組み込んでいる会社もある。
- マルス端末が設置されていない駅や設置されている一部駅では、乗車券類発行プログラムと発券プリンタを取り付けて乗車券の発行を可能にした。なお発券できるのは乗車券などマルスとの交信を必要としない切符に限られている。

### 主な使用例
※印は発券プリンタ取付駅に限る
- 乗車券類発行 ※
  - 乗車券・入場券・回数券・定期券・急行券・自由席特急券・自由席グリーン券を発行。乗車日・券番・券種別・区間・経路・金額を入力する。学割・ジパング割引なども発行できる。JR四国・JR九州内の端末では特別企画乗車券の一部や、中継発売扱いの指定券も発券できるが、後者は発売できる区間が限られている。
- 補充券発行実績
  - 端末で発行できない切符を出札補充券・料金補充券等で発行した場合に実績を入力する。乗車日・券番・券種別・区間・経路・金額を入力する。
- 控除（払戻控除・乗変控除・誤発行控除）
  - 自動券売機・POS端末・補充券発行の乗車券類を控除する。POS端末のみ設置駅でマルス券を控除する際にも使用。発行駅・乗車日・券番・券種別・区間・経路・席番・金額を入力する。